# Сант-Анатолия-ди-Нарко
Сант-Анатолия-ди-Нарко (итал. Sant'Anatolia di Narco) — коммуна в Италии, располагается в регионе Умбрия, в провинции Перуджа.
Население составляет 593 человека (2008 г.), плотность населения составляет 13 чел./км². Занимает площадь 47 км². Почтовый индекс — 6040. Телефонный код — 0743.
Святой покровительницей коммуны почитается святая Анатолия, день памяти ежегодно отмечается 9 июля.

## Демография
Динамика населения: